# دراگز (وبگاه)
دانشنامهٔ دراگز یا دراگزدات‌کام (به انگلیسی: Drugs.com) یک دانشنامه دارویی آنلاین است که اطلاعات دارویی را برای مصرف‌کنندگان و متخصصان مراقبت‌های بهداشتی در ایالات متحده آمریکا فراهم می‌کند. این دانش‌نامه در سال ۱۹۹۴ پایه‌ریزی و در ۲۰۰۱ بنیان‌گذاری شد.
این وب سایت در یک مرکز داده‌ها واقع در ویرجینیا، ایالات متحده آمریکا میزبانی می‌شود.